# Julio Aro
Julio Rodolfo Aro (Mercedes, Buenos Aires, 1962) es un excombatiente de la guerra de Malvinas que impulsó el reconocimiento de los caídos en el Cementerio de Darwin, junto al capitán británico Geoffrey Cardozo.
Presidente de la Fundación No Me Olvides, ONG Argentina, conformada por familiares de excombatientes y caídos en la guerra. Ha sido propuesto como candidato al Premio Nobel de la Paz.

## Biografía

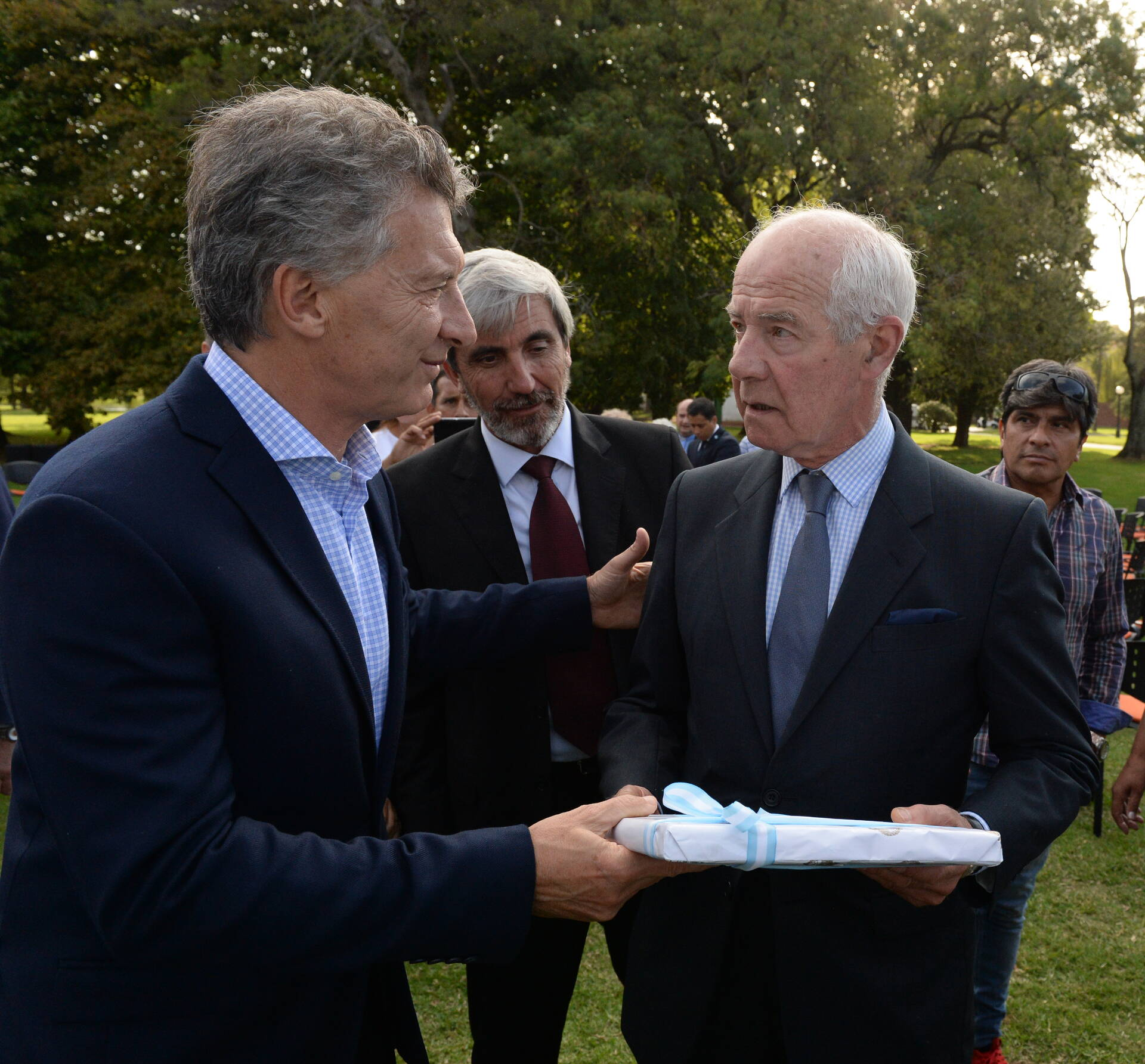
Julio Aro junto a Mauricio Macri y Geoffrey Cardozo, en 2018

Nació en Mercedes, Provincia de Buenos Aires. Es un excombatiente de la Guerra de Malvinas. Cumplió con el servicio militar durante siete meses en el año 1981, recibiendo la baja en el mes de diciembre. El 6 de abril del siguiente año, apenas estallado el conflicto, fue convocado para incorporarse al Regimiento 6 de Mercedes. El 12 de abril de 1982, con 19 años, desembarcó en Puerto Argentino en un avión Hércules de las Fuerzas Armadas argentinas.
Al finalizar el conflicto armado, en 1982,  durante seis semanas, el gobierno inglés destinó al capitán Geoffrey Cardozo, la tarea de reunir todos los cadáveres de soldados argentinos que estaban en el campo de batalla o en el cementerio de Puerto Argentino (capital de Malvinas). Así armó el cementerio de Darwin, donde cada cuerpo antes de ser enterrado, fue envuelto en tres bolsas junto a sus pertenencias. Luego elaboró un plano con referencias del cementerio y un informe.

### Labor para la identificación de cuerpos en el Cementerio de Darwin
Cardozo guardó por años una copia de su informe y los planos. En 2008 se los entregó en mano a Julio Aro, cuando el argentino visitó Londres invitado por un grupo de veteranos de guerra locales.
Es a partir de este encuentro y del acceso al informe que desde la Fundación No me olvides que dirige, impulsó el proyecto para identificar a los 123 argentinos caídos en Malvinas y enterrados bajo la placa “Soldado argentino solo conocido por Dios”.
El Gobierno argentino firmó en noviembre de 2016 un acuerdo con el Reino Unido destinando la responsabilidad de la Misión Humanitaria tendiente a esa identificación al Comité Internacional de la Cruz Roja Internacional dirigido por Laurent Corbaz, con la participación de forenses y especialistas de ambos países.
A partir de ese acuerdo, se iniciaron las tareas de exhumación de los cuerpos no identificados, se tomaron muestras y se las compararon con los ADN aportados por las familias. Dichas pruebas arrojaron la identificación de soldados argentinos fallecidos en Malvinas. Los cuerpos del cementerio de Darwin estaban en buen estado gracias a la tarea realizada en 1982 por el coronel británico Geoffrey Cardozo.

## Reconocimientos
En el año 2018 la Universidad Nacional de Mar del Plata decidió lanzar la Candidatura al Premio Nobel de la Paz de Julio Aro, junto a Geoffrey Cardozo. Contó con el apoyo del Concejo Deliberante del Partido de Gral. Pueyrredón.
En marzo del mismo año en el Congreso de la Nación, Diputados nacionales y el secretario de Derechos Humanos de la Nación, fue homenajeado junto a otros miembros de la sociedad civil que colaboraron en la identificación de soldados argentinos muertos en las Malvinas «por su compromiso y labor humanitaria».
En junio de 2019, recibió la medalla por los servicios distinguidos al mérito civil en el grado de caballero que otorga el Ejército Argentino.
En el año 2020, fue nominado al Premio Nobel de la Paz junto a Geoffrey Cardozo.